# Urbanus acawios
Urbanus acawios is een vlinder uit de familie van de dikkopjes (Hesperiidae). De wetenschappelijke naam van de soort is voor het eerst geldig gepubliceerd in 1926 door Williams. Deze naam wordt wel beschouwd als een synoniem van Urbanus velinus (Plötz, 1880)